# San Roque de Riomiera
San Roque de Riomiera es un municipio de la comunidad autónoma de Cantabria (España). Limita al norte con los municipios de Santa María de Cayón, Miera y Saro, al este con Ruesga y Soba, al sur con la provincia de Burgos (Castilla y León) y al oeste con Selaya, Villacarriedo y Vega de Pas.
Se encuentra en la cabecera del río Miera y no pertenece por tanto al valle del río Pas. Aun así debido a su arquitectura, paisaje y costumbres suele denominarse pasiegos a sus habitantes y de hecho San Roque de Riomiera es considerada como una de las "tres villas pasiegas" junto a Vega de Pas y San Pedro del Romeral.

## Economía
Un 54,3 % de la población del municipio se dedica al sector primario, un 10,9 % a la construcción, un 8 % a la industria y un 26,8 % al sector terciario. En el municipio la tasa de actividad es de 33,7 % y la tasa de paro es de 9,2 %, mientras que la media en Cantabria está en torno al 52,5 % y 14,2 % respectivamente. Predomina por tanto en el municipio el sector primario.

## Demografía
San Roque de Riomiera cuenta con una población de 340 habitantes (INE 2024).
| Gráfica de evolución demográfica de San Roque de Riomiera entre 1842 y 2021                                         |
| |
| Población de derecho según los censos de población del INE Población de hecho según los censos de población del INE |

## Administración y política

### Gobierno municipal
Antonio Fernández Diego (PP) es el actual alcalde del municipio. Sustituyendo a Juan Antonio Fernández Abascal que también ostentó el cargo de alcalde anteriormente pero como representante de Unidad Cántabra (UCn), más tarde en las elecciones municipales de 2007 se presentó como candidato por el PRC. 
| Partido político                                      | 2023  | 2023  | 2023       | 2019  | 2019  | 2019       | 2015  | 2015  | 2015       | 2011  | 2011  | 2011       | 2007  | 2007  | 2007       | 2003  | 2003  | 2003       |
| Partido político                                      | Votos | %     | Concejales | Votos | %     | Concejales | Votos | %     | Concejales | Votos | %     | Concejales | Votos | %     | Concejales | Votos | %     | Concejales |
| Partido Popular (PP)                                  | 183   | 67,03 | 5          | 192   | 73,84 | 6          | 174   | 59,59 | 5          | 65    | 21,74 | 1          | 58    | 16,57 | 1          | 84    | 23,53 | 2          |
| Partido Regionalista de Cantabria (PRC)               | 88    | 32,23 | 2          | 14    | 5,38  | 0          | 98    | 33,56 | 2          | 205   | 68,56 | 6          | 214   | 61,14 | 5          | 42    | 11,76 | 1          |
| Partido Socialista Obrero Español (PSOE)              | 52    | 20,00 | 1          | —     | —     | —          | 3     | 1,03  | 0          | —     | —     | —          | 78    | 22,29 | 1          | 71    | 19,89 | 1          |
| Unidad Cántabra (UCn)                                 | —     | —     | —          | —     | —     | —          | —     | —     | —          | —     | —     | —          | —     | —     | —          | 117   | 32,77 | 2          |
| Agrupación de Electores San Roque de Riomiera (AESRR) | —     | —     | —          | —     | —     | —          | —     | —     | —          | —     | —     | —          | —     | —     | —          | 41    | 11,48 | 1          |

### Organización territorial
- La Concha
- Merilla
- La Pedrosa (capital)